# Kyaukpyu
Kyaukpyu è una città dello Stato di Rakhine, nella parte occidentale della Birmania. Si trova sulla costa nord occidentale della zona di Thandwe e 400 km a nord est di Rangoon. Nel giugno 2009, il porto della città è diventato una zona di rifornimento di petrolio per la Cina. Infatti, dal mese di giugno 2009, il petrolio è trasportato per 1100 km da Kyaukpyu a Kunming (Cina). La popolazione, nel 1983, era di 19 456 abitanti.